# Tragèdia del 9 d'abril
La tragèdia del 9 d'abril, també coneguda com a massacre de Tbilisi, fa referència a la dura repressió d'una manifestació antisoviètica que va tenir lloc el 9 d'abril de 1989 a la ciutat de Tbilisi, i que va acabar amb una vintena de morts. La diada s'ha convertit en un dia festiu nacional a Geòrgia per recordar les víctimes.
Els partidaris de la independència de la República Socialista Soviètica de Geòrgia havien crescut a la dècada de 1980 i van organitzar diverses manifestacions de protesta. La sensació que el govern socialista atiava el nacionalisme dels abkhazos que volien formar una república pròpia i que els georgians veien com una via per afeblir-los va fer augmentar el sentiment antisoviètic i els aldarulls al carrer. El 9 d'abril de 1989 un grup de manifestants va dirigir-se a l'ajuntament de Tbilisi amb la intenció de reiterar les seves protestes davant l'autoritat soviètica i començar una vaga de fam si aquestes no eren ateses.
El governador local va demanar reforços militars per contenir els manifestants. Les tropes van acudir a dispersar-los fortament armades i van matar una noia de setze anys que intentava apartar-se d'ells. Aquest atac va desencadenar el pànic entre la multitud i els manifestants van començar a córrer en totes direccions. L'estampida humana va causar 19 morts més, a més de diversos ferits, als que es van sumar aquells a qui havien impactat les armes soviètiques, entre elles gasos lacrimògens. Els georgians van acusar els soldats de no deixar apropar-se els serveis mèdics. Els membres de l'exèrcit es van defensar al·legant que els manifestants estaven atacant els soldats amb ganivets i pedres.
La violència de la repressió va ser investigada per una comissió parlamentària, que va trobar innocents als soldats. Els georgians van iniciar aleshores una vaga general acompanyada de nombroses manifestacions de protesta. Els fets del 9 d'abril van atiar fortament el sentiment independentista i antisoviètic dels georgians, que votarien massivament a favor de la secessió en 1991 en el referèndum d'independència georgià. La comunitat internacional va condemnar els fets amb contundència, qualificant de desproporcionada l'actuació dels soldats.
Un tret distintiu d'aquesta manifestació va ser l'ús del vídeo per part dels veïns de la zona, que van gravar gran part dels incidents. Aquestes proves gràfiques van servir per evidenciar l'abús de la força de l'exèrcit soviètic, que va patir fortes crisis internes perquè en manifestacions similars els soldats es negaven a intervenir sense instruccions directes sobre què havien de fer i com, per evitar ser assenyalats o identificats per les càmeres. Concretament, es van poder gravar imatges de la mort de la noia, de soldats apuntant directament a persones fugint per fer-les caure (i no al grup en general per dispersar-lo), a tropes negant el pas a una ambulància i als cadàvers destrossats dels manifestants després de l'estampida. Aquestes imatges van passar-se per la televisió georgiana abans de ser censurades i van contribuir a augmentar el malestar local.